# Ana Foxxx
Ana Foxxx, född 29 oktober 1988 i Rialto i Kalifornien, är en amerikansk porrskådespelare. Hon började i branschen 2011, är en av de mer välkända afroamerikanska skådespelerskorna i branschen och har vid fyra tillfällen nominerats till AVN Award som Female Performer of the Year.

## Biografi

### Uppväxt
Foxxx föddes och växte upp i Rialto öster om Los Angeles, som dotter till en präst och med ett antal syskon. Hon säger själv att den "sedesamma" uppväxtmiljön gjorde henne mer nyfiken på att senare få chansen att utforska sin sexualitet.
I vuxen ålder flyttade hon till Los Angeles, där hon försökte sig på en modellkarriär inom modebranschen, parallellt med arbete på snabbmatsrestauranger och i en bokhandel samt studier till bildlärare. Kusiner till Foxxx arbetade med nattklubbsarrangemang i Los Angeles, och det ledde till att hon blev bekant med Tori Black och andra skådespelerskor inom porrbranschen. Därefter försökte hon få in sin dåvarande pojkvän som skådespelare (i syfte att försöka få honom att bli bättre på sex), en audition som slutade med att hon själv en kort tid testade webbkameramodellande och därefter beslutade att pröva på porrfilmande.

### Filmkarriär
Ana Foxxx inledde sin verksamhet i den pornografiska branschen 2011, som 23-åring. Debutfilmen Horny as a Fox producerades för bolaget Reality Kings, och hon spelade mot den etablerade Michael Vegas. Att regissören var kvinna gav Foxxx större trygghet i debuten.

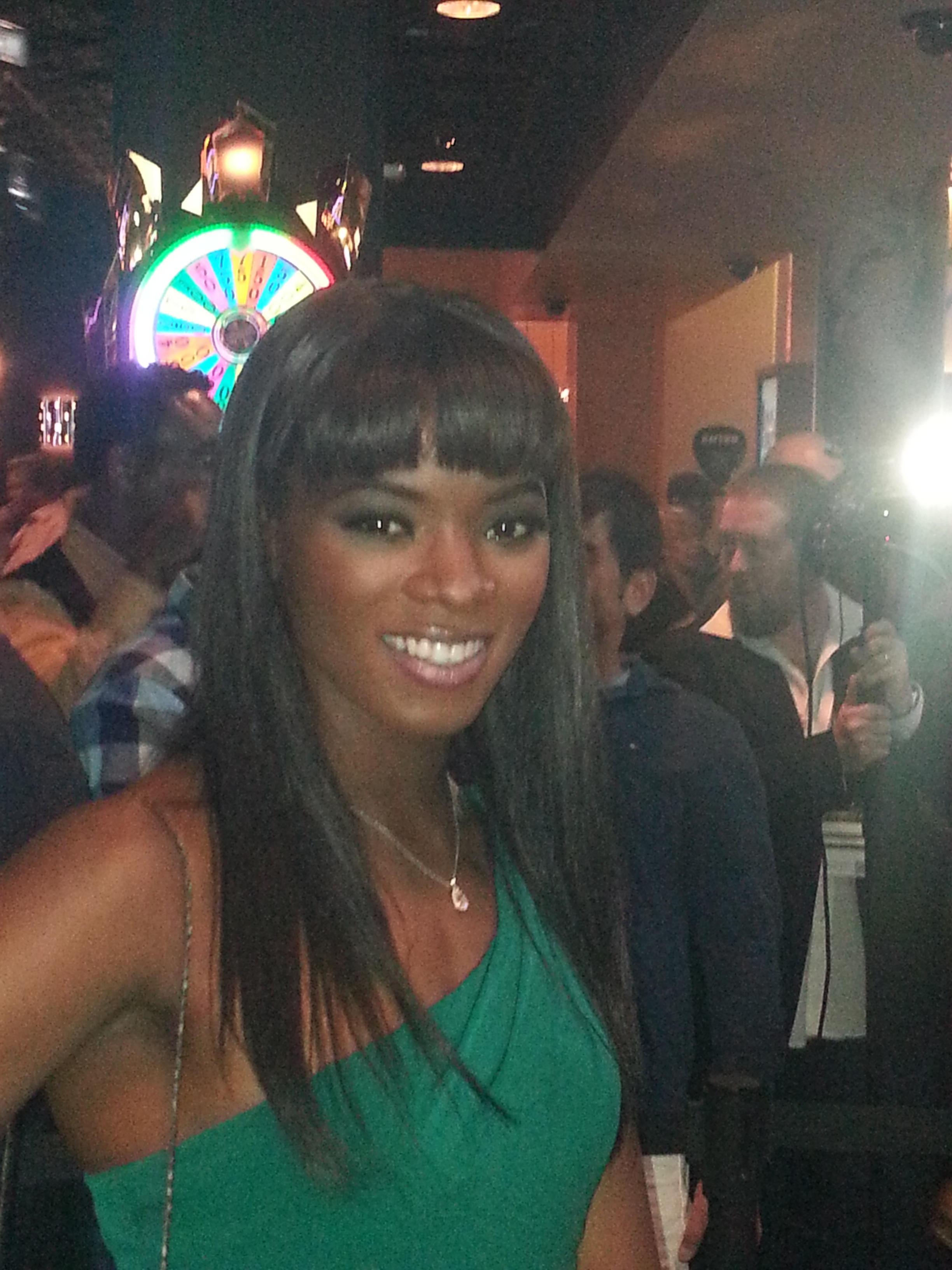
Ana Foxxx 2014, på AVN Adult Entertainment Expo (AEE) i Las Vegas.

Hon har senare varit modell för Playboy och även verkat som producent för både Playboy (sedan 2021) och Bellesa. Sedan åtminstone 2018 har hon också varit aktiv som innehållsskapare på Onlyfans. Inom porrbranschen föredrar hon att spela roller av typen detektiv, skandalomsusad eller hustru som agerar slampa. Foxxx har också synts i mindre skådespelarroller utanför porrbranschen, inklusive i HBO:s Winning Time. 
Fram till sommaren 2024 har Foxxx deltagit i inspelningar av över 900 filmer och scener, för bolag som Adam & Eve, Adult Time, Bellesa, Brazzers, Digital Playground, Dogfart, Elegant Angel, Evil Angel, Girlsway, Jules Jordan, Kink.com, Mile High, Pulse, Wicked och XEmpire. En uppmärksammad roll var för Lust Cinema-producerade filmen Primary, regisserad av Casey Calvert.
Hos Pornhub hade hennes videor i mitten av 2024 noterats för knappt 300 miljoner visningar, hos konkurrenten XVideos drygt 900 miljoner. Foxxx har vunnit ett antal av de större branschpriserna, sedan hon 2013 nominerades till AVN Award för Best New Starlet. Åren 2020, 2021, 2023 och 2024 nominerades hon till AVN Award för Female Performer of the Year. Foxxx har återkommande nämnts av andra skådespelare som ett föredöme på grund av sin professionalism. Från 2018 och ett antal år framåt var hon kontrakterad via Mark Spieglers agentur. 2018 blev hon också en "Fleshlight Girl", det vill säga fick ge namn åt en egen modell av lösvagina formad efter hennes eget könsorgan.

### Andra aktiviteter, åsikter

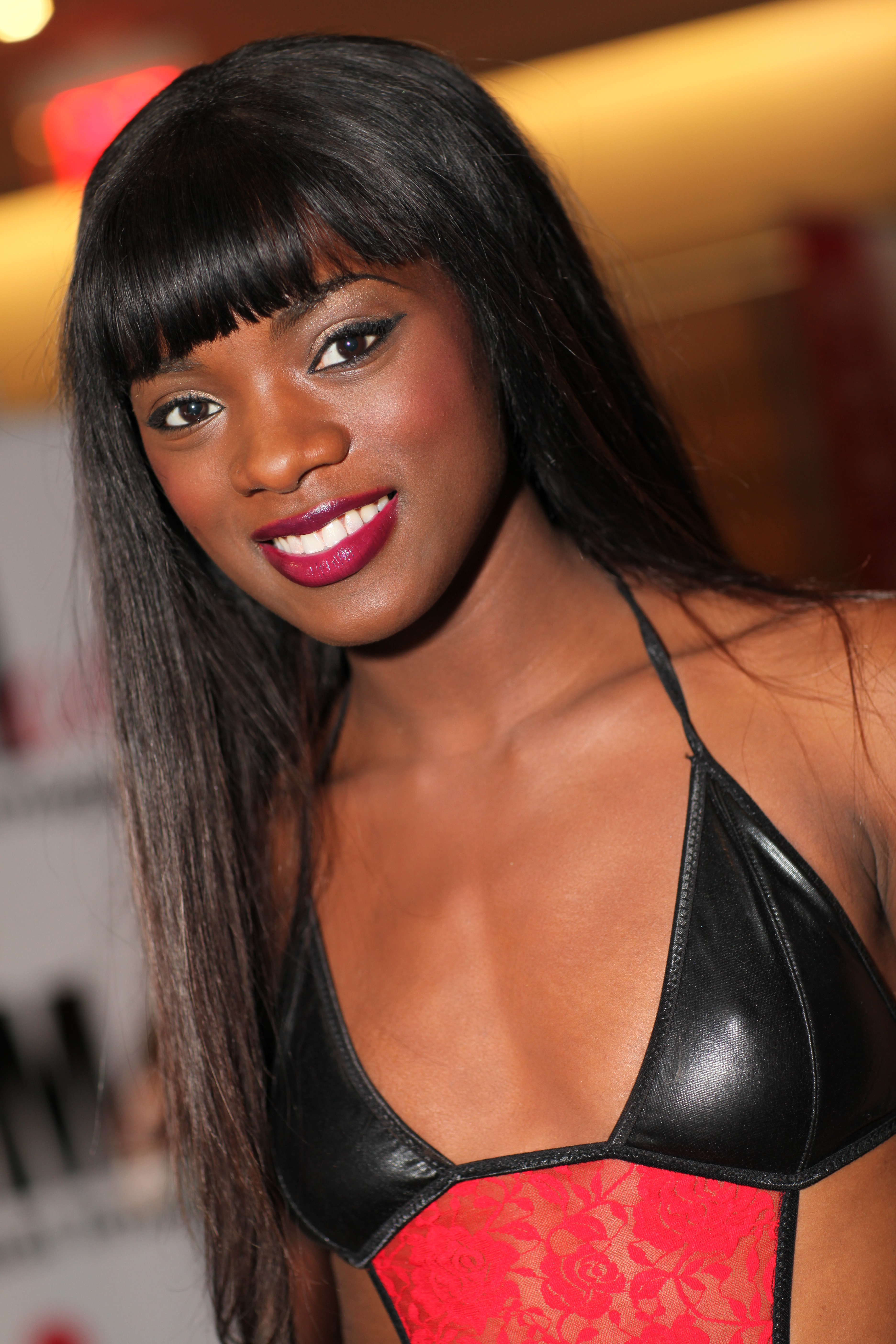
Foxxx 2013, vid AEE.

Foxxx är vid sidan av skådespeleriet aktiv inom den amerikanska porrbranschens organisationsliv. Hon fungerar som styrelseordförande för Adult Performer Advocacy Committee, som sedan 2014 arbetar för att förbättra arbetsvillkoren inom branschen. 2016 hade APAC drygt 600 medlemmar, alla verksamma inom filmproduktion. 2016 lyfte hon i sociala medier problemen med rasism i delar av branschen. Däremot är hennes erfarenhet att problem med sexuella trakasserier är större i den allmänna filmbranschen. Foxxx är dock anhängare till åsikten att den lagliga minimiåldern för porrskådespelare borde höjas från 18 till 21 år.

## Utmärkelser (urval)[9]
- XBiz Award 2018 för Best Sex Scene – All-Sex Release (för Axel Braun's Brown Sugar)
- Urban X Award 2018 för Female Performer
- XCritic Award 2018 för Underrated Starlet
- AVN Award 2019 för Best Group Sex Scene (för After Dark)
- Spank Bank Award 2019 för Ebony Princess of the Year
- Spank Bank Award 2020 för America's Porn Sweetheart
- XBiz Award 2021 för Best Sex Scene – All-Girl (för Primary)
- XBiz Award 2022 för Best Sex Scene – All-Girl (för Sweet Sweet Sally Mae)
- XBiz Award 2022 för Best Sex Scene – Virtual Reality (för Wicked Wedding)